# Diariatou Sow
Diariatou Sow  connu sous le nom de Diarry Sow est une actrice sénégalaise née le 06 Janvier 2003 au Sénégal. Dans le monde cinématographique du Sénégal, Diariatou fait partie des nouvelles stars montantes,,.

## Films notables
Diariatou Sow est connue du public grâce à des films locaux d'envergure internationale. En effet, c'est dans Golden que l'on a vu l'actrice dans un véritable rôle. Dans cette série, Diariatou joue Oumy,  la fille de Fadel (Ousseynou Bâ), meilleur ennemi de la famille Gaye. L'intrigue de golden tourne autour de Jams (Souleymane Sèye Ndiaye) qui revient dans son pays natal sous l’injonction de sa mère dans la perspective de sauver Golden, une entreprise d’exploitation d’or au bord du dépôt de bilan. Hormis cela, on revoit Diariatou Sow dans Karma,, une autre série télévisée du pays où elle incarne le rôle de Amy Léa Sy ,,,,.
Sow est également connu pour son rôle dans Lady Diama, une série de la fameuse chaîne YouTube Marodi TV. Une chaîne proposant du contenu divertissant cinématographique sénégalais (wolof et pulaar).